# The Caravan Club
Der Caravan and Motorhome Club ist eine britische Organisation für Wohnwagen- und Wohnmobilnutzer. Sie wurde 1907 gegründet
und zählt inzwischen fast 1 Million Mitglieder. 
Die Organisation betreibt etwa 200 eigene Campingplätze. Die Plätze finden sich überall auf der britischen Inseln. Einige davon sind nur für Mitglieder zugänglich, viele jedoch auch für Nicht-Mitglieder.
Daneben arbeitet die Organisation mit rund 2500 Anbietern von kleineren, sogenannten „fünf-Stellplatz-Campingplätzen“ zusammen und ermöglicht so ihren Mitgliedern den Zugang zu einem sehr großen Angebot an Camping-Unterkünften.
Der Mitgliederservice umfasst außerdem Angebote für Versicherungen, Übersetzen mit Fähren, Pannennothilfe, ein monatliches Club-Magazin und technische Ratschläge. Auf der politischen Ebene übernimmt die Organisation Lobbyarbeit für ihre Mitglieder.
Der Caravan Club ist Mitglied im FIA, dem internationalen Verband der Automobilclubs.